# 黃俊傑 (青年新政)
黃俊傑（英語：Kenny Wong Chun-kit，1987年4月24日—），香港政治人物。青衣長安邨長大，中學畢業後到澳洲塔斯馬尼亞大學（University of Tasmania）就讀金融，其後任職理財顧問。

## 簡介
他在2012年7月聯同一名結他手發起RedLeave樂隊，及後於2015年加入香港本地獨立地下音樂樂隊BlackWine擔任主音。
在2014年雨傘革命之後，他於2015年開始加入當時新成立的傘後組織青年新政，並於同年參選2015年香港區議會選舉長安選區，惜未能當選。
及後他參與地區工作，並於翌年2016年7月10日宣佈聯同天水圍民生關注平台社區幹事王百羽合組名單參選2016年香港立法會選舉新界西選區。
2016年8月，黃涉嫌向本土新聞提供不實消息，當中不實消息表示青年新政獲得臺灣本土派政黨時代力量支持，故於8月19日表示正式辭去青年新政發言人一職。他因此不實信息，最終在新界西選區排名第十四，以9,928票（1.65%）低票落敗。

## 參與網絡媒體平台主持
黃俊傑於2016年5月開始，於網絡媒體平台Channel i主持音樂節目《喧譁作樂》及時政節目《新言論政》。

## 過往活動
2016年2月，領展在未經通知街市商戶下將長發街市管理權外判予「建華（街市）管理有限公司」，而生於長安的黃俊傑亦成功促成長發街市商戶於2月15日發起一連7日的「長發街市正月罷市大行動」抗議。

## 資料來源
1. ↑  憲報號外第20卷第22期 （页面存档备份，存于），香港政府
2. ↑  . 本土新聞. 2016-07-20  [2018-01-28]. （原始内容存档于2017-02-11）.

## 外部連結
- 黃俊傑的Facebook專頁